# Juan Sánchez de Velasco y Tovar
Juan Sánchez de Velasco y Tovar (1490-c. 1540), noble español que fue XI señor de la villa de Tovar, VII de Berlanga y Osma, señor de Gandul y Marchenilla, copero mayor del rey, alcaide de los alcázares de Jerez de la Frontera y I marqués de Berlanga por concesión de Carlos I de España el 10 de abril de 1529.
Era hijo de Íñigo Fernández de Velasco, II duque de Frías y condestable de Castilla, y su esposa María de Tovar. Contrajo matrimonio con Juana Enríquez de Rivera Portocarrero y Cárdenas, hija de Fernando Enríquez de Ribera e Inés Portocarrero, segundos duques de Alcalá de los Gazules. Con ella tuvo tres hijos:
- Íñigo Fernández de Velasco y Tovar, quien sucedió en el marquesado de Berlanga y fue, además, V condestable de Castilla, IV duque de Frías, VI conde de Haro, XIV señor de Velasco y XII señor de Tovar.
- Inés de Velasco y Tovar, que se casó con Gerónimo de Acebedo y Zúñiga, IV conde de Monterrey.
- Isabel de Velasco y Tovar, que contrajo matrimonio con Antonio Gómez Manrique de Mendoza, V conde de Castrojeriz.
- Pedro y Francisco de Velasco y Tovar, nacidos mudos, discípulos de fray Pedro Ponce de León.[4]